# Herpyllus perote
Espèce
Herpyllus perote est une espèce d'araignées aranéomorphes de la famille des Gnaphosidae.

## Distribution
Cette espèce est endémique du Mexique. Elle se rencontre au Jalisco, au Michoacán, dans l'État de Mexico, au Morelos, en Hidalgo, au Veracruz et à Mexico.

## Description
Les mâles mesurent de 5,98 à 8,34 mm et les femelles 8,82 mm en moyenne.

## Étymologie
Son nom d'espèce lui a été donné en référence au lieu de sa découverte, le Cofre de Perote ou Nauhcampatépetl.

## Publication originale
- Platnick & Shadab, 1977 : A revision of the spider genera Herpyllus and Scotophaeus (Araneae, Gnaphosidae) in North America. Bulletin of the American Museum of Natural History, no 159, p. 1-44 (texte intégral).